# Ioulia Maïartchouk
Ioulia Maïartchouk (ukrainien : Юлія Маярчук), née le 20 avril 1977 à Nikolaïev en RSS d'Ukraine, est une actrice soviétique puis ukrainienne naturalisée italienne.

## Biographie
Ioulia Maïartchouk poursuit une carrière de mannequin en Italie.
En 2000, elle obtient le rôle principal dans le film Trasgredire de Tinto Brass.

## Filmographie
- 1999 : Corti circuiti erotici (it), segment Sogno de Nicolaj Pennestri
- 2000 : Faccia di Picasso (it) de Massimo Ceccherini : Petrulka
- 2000 : Tra(sgre)dire de Tinto Brass : Carla
- 2000 : La squadra (it), série TV  : Tania
- 2002 : L'italiano (it) d'Ennio De Dominicis
- 2005 : L'ariamara de Mino Barbarese
- 2007 : Go Go Tales d'Abel Ferrara : Tania
- 2008 : In nome di Maria de Franco Diaferia : Dasha
- 2010 : La vita è una cosa meravigliosa (it) de Carlo Vanzina : Doina
- 2011 : Il regista del mondo (court-métrage) de Carlo Fumo
- 2012 : Impepata di nozze - Sposarsi al sud è tutta un'altra storia... (it) d'Angelo Antonucci : Ioulia
- 2016 : Vieni a vivere a Napoli (it) de Guido Lombardi (it), Edoardo De Angelis et Francesco Prisco (it) : Alina
- 2017 : 45... Good Wine de Lucio Bastolla et Alfonso Perugini
- 2019 : Passpartù - Operazione Doppiozero (it) de Lucio Bastolla
- 2019 : Mai per sempre de Fabio Massa
- 2020 : Il ladro di cardellini (it) de Carlo Luglio (it)
- 2024 : Global Harmony de Fabio Massa